# Baptes
En Grèce antique, les baptes (du grec ancien baptô, « baigner »), sont les prêtres qui célébraient les mystères de la déesse thrace Cotys.
Ils étaient appelés ainsi parce qu'ils se baignaient et se parfurmaient avant leurs célébrations. Celles-ci se déroulaient la nuit et avaient probablement un caractère orgiaque.
Le culte de Cotys était répandu à Athènes à l'époque classique.

## Source
- Marie-Nicolas Bouillet  et Alexis Chassang (dir.), « Baptes » dans Dictionnaire universel d’histoire et de géographie, 1878 (lire sur Wikisource)